# Сборная Шотландии по футболу (до 21 года)
Сборная Шотландии по футболу до 21 года (англ. Scotland national under-21 football team) — национальная сборная команда Шотландии, в составе которой могут выступать футболисты Шотландии в возрасте 21 года и младше. Многие игроки из молодёжной сборной Шотландии впоследствии выступают за основную сборную страны.
Управляется и контролируется Шотландской футбольной ассоциацией.
За эту сборную выступают шотландские футболисты, которым исполнилось не больше 21 года на момент начала двухлетней отборочной кампании к молодёжному чемпионату Европы, то есть игрокам может быть 22—23 года. Кроме сборной до 21 года существуют сборные до 20 лет (для турниров, не относящихся к УЕФА), до 19 лет и до 17 лет. Пока футболисты подходят по возрастным критериям, они могут выступать за любую сборную, например, за сборную до 21 года, затем за первую сборную, и потом снова за сборную до 21 года. Также допускается вариант, когда футболист играл за молодёжную сборную одной страны, а впоследствии выступает за первую сборную другой страны — к примеру Джеймс Макивели на молодёжном уровне представлял сборную Англии до 21 года, сейчас является игроком первой сборной Шотландии.

## Участие в международных турнирах
Сборная Шотландии по футболу до 21 года принимает участие в молодёжных чемпионатах Европы, которые проводятся по нечётным годам раз в два года (ранее проводились по чётным годам). Чемпионата мира для сборных до 21 года не существует, есть лишь чемпионат мира для игроков до 20 лет.
Команда шотландцев шесть раз успешно проходила квалификацию к европейскому первенству. Лучшим достижением является полуфинальная стадия, до которой британцы доходили три раза — в 1982, 1992 и 1996 годах.
Также шотландская команда трижды играла в четвертьфинале европейского первенства — в дебютном 1980 году их переиграли по сумме двух матчей сверстники из Англии, в 1984 — Югославии, в 1988 победителями шотландцев вновь стали представители английской сборной.
В 1992 и 1996 году шотландцы фактически вышли на Олимпийские игры, проходившие в Барселоне и Атланте, соответственно. Однако споры вокруг создания единой команды Великобритании в обоих случаях оставляли их за бортом соревнований.
| Год  | Результат              |
| ---- | ---------------------- |
| 1978 | Не прошла квалификацию |
| 1980 | четвертьфинал          |
| 1982 | полуфинал              |
| 1984 | четвертьфинал          |
| 1986 | Не прошла квалификацию |
| 1988 | четвертьфинал          |
| 1990 | Не прошла квалификацию |
| 1992 | полуфинал              |
| 1994 | Не прошла квалификацию |
| 1996 | полуфинал (4-е место)  |
| 1998 | Не прошла квалификацию |
| 2000 | Не прошла квалификацию |
| 2002 | Не прошла квалификацию |
| 2004 | Не прошла квалификацию |
| 2006 | Не прошла квалификацию |
| 2007 | Не прошла квалификацию |
| 2009 | Не прошла квалификацию |
| 2011 | Не прошла квалификацию |
| 2013 | Не прошла квалификацию |
| 2015 | Не прошла квалификацию |

## Главные тренеры
За всю историю молодёжной сборной Шотландии у неё было десять наставников. Самым успешным можно назвать первого главного тренера британцев, Энди Роксбурга, при котором молодые «горцы» трижды выходили в финальную стадию чемпионата Европы, где два раза были в четвертьфинале и один в полуфинальной стадии турнира.
Единственным иностранцем, бывшим наставником команды, является немец Райнер Бонхоф, руководивший молодёжной сборной Шотландии в период с 2002 по 2005 год.
30 августа 2007 года Арчи Нокс покинул пост главного тренера «горцев» и стал тренером-координатором английского клуба «Болтон Уондерерс». На протяжении четырёх месяцев после этого командой руководил Морис Молпас.
В январе 2008 года новым наставником молодёжной сборной Шотландии стал Билли Старк, до этого занимавший пост главного тренера старейшего клуба страны — «Куинз Парка».

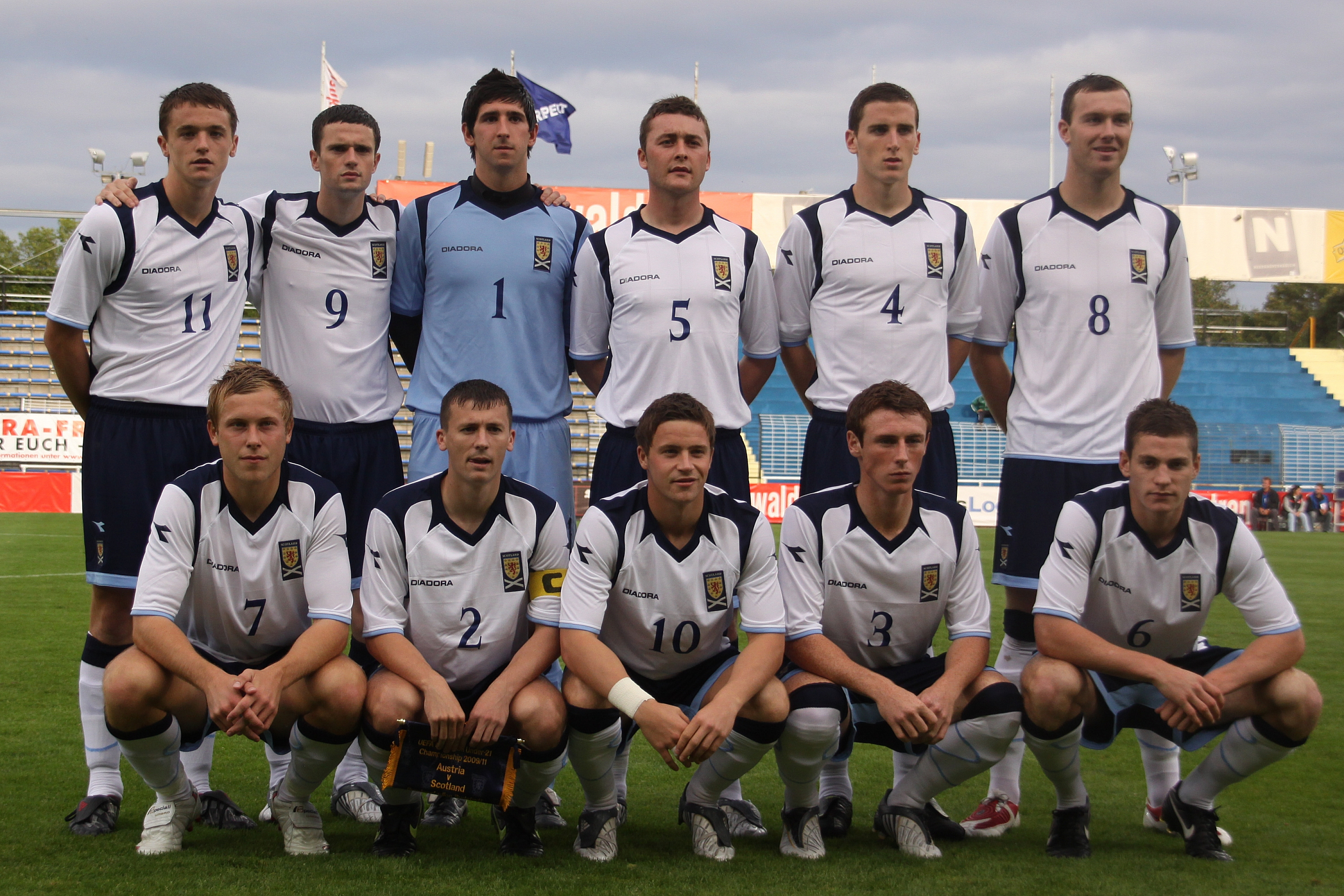
5 сентября 2009. Молодёжная сборная Шотландии перед отборочным матчем к чемпионату Европы против сверстников из Австрии

| Период работы | Тренер        |
| ------------- | ------------- |
| 1975—1986     | Энди Роксбург |
| 1986—1993     | Крейг Браун   |
| 1993—1998     | Томми Крейг   |
| 1998—2002     | Алекс Смит    |
| 2002—2005     | Райнер Бонхоф |
| 2005—2006     | Морис Молпас  |
| 2006—2007     | Арчи Нокс     |
| 2007—2008     | Морис Молпас  |
| 2008—2014     | Билли Старк   |
| 2014—2015     | Рики Сбраджа  |
| 2015          | Дэнни Леннон  |
| 2015—2016     | Рики Сбраджа  |
| 2016—н. в.    | Скот Геммилл  |

## Текущий состав
Список футболистов, вызванных главным тренером Билли Старком для участия в товарищеском матче против молодёжной сборной Люксембурга, который состоялся 25 марта 2013 года.
|  | Вр  | Джордан Арчер    | 12 апреля 1993 (32 года)   | 4  | 0 | Уиком Уондерерс   |  |  |
|  | Вр  | Крис Киттингс    | 25 октября 1992 (32 года)  | 2  | 0 | Блэкпул           |  |  |
|  | Вр  | Робби Томсон     | 7 марта 1993 (32 года)     | 0  | 0 | Селтик            |  |  |
|  |     |                  |                            |    |   |                   |  |  |
|  | Защ | Киран Даффи      | 4 марта 1992 (33 года)     | 5  | 0 | Фалкирк           |  |  |
|  | Защ | Райан Джек       | 27 февраля 1992 (33 года)  | 11 | 1 | Абердин           |  |  |
|  | Защ | Фрейзер Керр     | 17 января 1993 (32 года)   | 3  | 0 | Мотеруэлл         |  |  |
|  | Защ | Кевин Макхейтти  | 15 июля 1993 (32 года)     | 3  | 0 | Харт оф Мидлотиан |  |  |
|  | Защ | Кларк Робертсон  | 5 сентября 1993 (31 год)   | 4  | 0 | Абердин           |  |  |
|  | Защ | Льюис Тошни      | 26 апреля 1992 (33 года)   | 4  | 0 | Данди             |  |  |
|  | Защ | Мюррей Уоллес    | 10 января 1993 (32 года)   | 4  | 0 | Хаддерсфилд Таун  |  |  |
|  |     |                  |                            |    |   |                   |  |  |
|  | ПЗ  | Стюарт Армстронг | 30 марта 1992 (33 года)    | 12 | 3 | Данди Юнайтед     |  |  |
|  | ПЗ  | Стюарт Бэнниган  | 17 сентября 1992 (32 года) | 1  | 0 | Партик Тисл       |  |  |
|  | ПЗ  | Рис Маккейб      | 24 июля 1992 (33 года)     | 3  | 0 | Шеффилд Уэнсдей   |  |  |
|  | ПЗ  | Кенни Маклин     | 8 января 1992 (33 года)    | 7  | 0 | Сент-Миррен       |  |  |
|  | ПЗ  | Фрейзер Файви    | 27 марта 1993 (32 года)    | 3  | 0 | Уиган Атлетик     |  |  |
|  | ПЗ  | Джейсон Хольт    | 19 февраля 1993 (32 года)  | 3  | 0 | Харт оф Мидлотиан |  |  |
|  |     |                  |                            |    |   |                   |  |  |
|  | Нап | Дилан Макгиох    | 15 января 1993 (32 года)   | 4  | 0 | Селтик            |  |  |
|  | Нап | Рори Маккензи    | 7 октября 1993 (31 год)    | 1  | 0 | Килмарнок         |  |  |
|  | Нап | Дэвид Смит       | 1 марта 1993 (32 года)     | 3  | 0 | Харт оф Мидлотиан |  |  |
|  | Нап | Джейми Уокер     | 25 июля 1993 (32 года)     | 0  | 0 | Харт оф Мидлотиан |  |  |
|  | Нап | Тони Уотт        | 29 декабря 1993 (31 год)   | 6  | 4 | Селтик            |  |  |
|  | Нап | Ислам Феруз      | 10 сентября 1995 (29 лет)  | 2  | 2 | Челси             |  |  |
|  | Нап | Райан Фрейзер    | 24 февраля 1994 (31 год)   | 0  | 0 | Борнмут           |  |  |

(игры/голы приведены по состоянию на 24 марта 2013)

## Сыгранные и предстоящие матчи

### Чемпионат Европы по футболу среди молодёжных команд 2015
| Команда    | И | В | Н | П | ГЗ | ГП | РГ | О |
| ---------- | - | - | - | - | -- | -- | -- | - |
| Шотландия  | 1 | 1 | 0 | 0 | 3  | 0  | +3 | 3 |
| Грузия     | 0 | 0 | 0 | 0 | 0  | 0  | +0 | 0 |
| Нидерланды | 0 | 0 | 0 | 0 | 0  | 0  | +0 | 0 |
| Словакия   | 0 | 0 | 0 | 0 | 0  | 0  | +0 | 0 |
| Люксембург | 1 | 0 | 0 | 1 | 0  | 3  | −3 | 0 |

|            | Флаг Грузии | Флаг Люксембурга | Флаг Нидерландов | Флаг Словакии | Флаг Шотландии |
| ---------- | ----------- | ---------------- | ---------------- | ------------- | -------------- |
| Грузия     |             |                  |                  |               |                |
| Люксембург |             |                  |                  |               |                |
| Нидерланды |             |                  |                  |               |                |
| Словакия   |             |                  |                  |               |                |
| Шотландия  |             | 3:0              |                  |               |                |

| Шотландия                          | 3:0      | Люксембург |
| ---------------------------------- | -------- | ---------- |
| Уокер 45+2′ · Уотт 66′ · Тошни 84′ | Протокол |            |

| Нидерланды | -:- | Шотландия |
| ---------- | --- | --------- |
|            |     |           |

| Шотландия | -:- | Словакия |
| --------- | --- | -------- |
|           |     |          |

| Грузия | -:- | Шотландия |
| ------ | --- | --------- |
|        |     |           |

| Шотландия | -:- | Грузия |
| --------- | --- | ------ |
|           |     |        |

| Шотландия | -:- | Нидерланды |
| --------- | --- | ---------- |
|           |     |            |

| Словакия | -:- | Шотландия |
| -------- | --- | --------- |
|          |     |           |

| Люксембург | -:- | Шотландия |
| ---------- | --- | --------- |
|            |     |           |

### Товарищеские матчи
| Шотландия | 0:1      | Бельгия       |
| --------- | -------- | ------------- |
|           | Протокол | Бадибанга 56′ |

| США                  | 2:0      | Шотландия |
| -------------------- | -------- | --------- |
| Вилльярреал 22′, 31′ | Протокол |           |

| Канада | 0:2      | Шотландия               |
| ------ | -------- | ----------------------- |
|        | Протокол | Армстронг 7′ · Уотт 90′ |

| Португалия                                      | 3:2      | Шотландия      |
| ----------------------------------------------- | -------- | -------------- |
| П. Оливейра ? · Алдаир ? · С. Оливейра ? (пен.) | Протокол | Феруз 12′, 21′ |

| Греция      | 1:1      | Шотландия       |
| ----------- | -------- | --------------- |
| Карелис 13′ | Протокол | Уотт 58′ (пен.) |